# Cura pinguis
Cura pinguis is een platworm (Platyhelminthes). De worm is tweeslachtig. De soort leeft in of nabij zoet water in Australië en de eilanden van het Zuid-Pacifisch gebied..
Het geslacht Cura, waarin de platworm wordt geplaatst, wordt tot de familie Dugesiidae gerekend. De wetenschappelijke naam van de soort werd, als Planaria pinguis, voor het eerst geldig gepubliceerd in 1910 door Weiss.

## Synoniemen
- Planaria pinguis Weiss, 1910
  - Dugesia pinguis (Weiss, 1910)
- Curtisia stagnalis Nurse, 1950[1]